# 선우휘
선우휘(鮮于輝, 1922년 1월 3일~1986년 6월 12일)는 대한민국의 언론인이자 소설가·작가·반공주의 운동가였고 군인(예비역 대한민국 육군 대령)이었다. 평안북도 정주 출신이며, 본관은 태원(太原)이다.
박관수 등과 함께 1960~1970년대 반공 우익 시민사회단체 활동을 이끌었다. 1986년 6월 12일 KBS 한국방송공사의 6.25 특집 프로그램 〈살아있는 전장수첩〉 녹화 촬영 중, 과로와 고혈압으로 인한 뇌일혈로 부산직할시에서 타계했다.

## 일생
경성사범학교를 졸업하고 교육자로 있다가 1946년 조선일보 사회부 기자로 입사하면서 언론 활동을 시작하였다. 인천중학교 교사를 거쳐 1949년 여순사건 이후 대한민국 육군에 정훈장교로 입대하여, 1959년 육군 대령으로 예편하였다. 한국 전쟁 당시에는 특수부대원을 자원, 전진군단 유격대장으로 활동하였다. 1958년 서울신문 논설위원으로 언론에 복귀, 1959년 한국일보 논설위원, 1961년 조선일보에 입사하여 1986년에 정년 퇴임하기까지 조선일보 논설위원, 편집국장, 주필, 논설고문, 주필 등으로 활동했다. 1962년과 1965년 조선일보 논설위원, 1964년과 1967년 조선일보의 편집국장을 역임했다. 1970년 조선일보 기획심의실장을 거쳐 71년 조선일보사의 이사가 되어 1986년까지 조선일보사의 이사로 경영에 참여했고, 1971년부터 1980년까지 조선일보의 주필로 활동했다. 현직 신문 논설위원, 주필로 구속되거나 여러 번 중앙정보부, 검찰 등에 소환되기도 하였다.
소설 작품으로는 1955년 단편소설 '귀신'을 발표하면서 문단에 등단하였고, 1957년에 발표한 '불꽃'은 '문학예술' 신인특선에 당선되어 제2회 동인문학상을 수상하였다. 1975년 국토통일원 고문, 1983년 2월 한국 예술원 소설부문 회원, 1985년 3월 30일 한국방송심의위원회 위원장이 되었다. 1986년 6월 12일 한국방송공사(KBS) 6·25 특집극 〈살아있는 전장수첩〉 녹화촬영 중 과로와 고혈압의 합병증으로 사망하였다. 낭만주의, 감성주의적 작품이 유행하던 사조와는 달리 현실적인 문체와 소재를 주로 활용했다. 감성, 낭만주의적인 작가, 언론인으로 활동하다가 점차 초현실주의적인 사상가로 변모해갔다.

## 생애

### 초기 활동

#### 수학과 청년기
선우휘는 1922년 1월 3일 평안북도 정주군 정주읍 남산동 325번지에서 아버지 선우억의 아들로 출생하였다. 위로 4명의 누이가 있었으나 누나 둘은 어려서 죽었고, 그가 태어난 뒤 그의 아래로 2명의 남동생과 2명의 여동생이 더 태어났다.
아버지 선우억은 자작농으로 자수성가 했는데, 인색할 정도로 검소했으며 자기중심적이고 보신주의적 태도를 가졌으며, 가족에 대한 사랑과 개인의 자유를 최우선으로 하는 가치관을 가졌다. 선우휘는 아버지 선우억의 영향을 받았다. 후일 그는 자신의 장편 소설 「노다지」에서 자신의 아버지를 모델로 한 등장인물을 만들어내기도 했다.

#### 교사 생활과 해방 정국
1944년 9월 경성사범학교 본과를 졸업했고, 귀향하여 잠시 정주 조일소학교의 교사로 있다가 구성국민학교 교사로 부임하였다. 1945년 8월 15일 구성국민학교 교사로 해방을 맞이하였다.
그러나 광복 이후 소련군 진주에 환멸을 느껴 1946년 2월 교사직을 사퇴하고 월남했다. 1946년고향 어른 계초 방응모를 찾아가 조선일보에 입사했다. 그는 민족지도자들을 가까이 취재하면서도 어떤 정당·단체에도 가입하지 않았다. 1946년말 조선일보에 입사, 조선일보 사회부 기자로 활동하다가 입사 1년이 안 돼 미국 유학을 꿈꿨으나 실현하지 못하고 조병화 시인의 소개로 1947년 다시 인천중학교 교사가 되었다.

#### 군 복무와 6.25 전쟁
인천중학교 교사로 재직 중 여순사건을 계기로 1948년 육군에 정훈장교로 입대했고 1949년 4월 육군소위로 임관하였다. 입대 2개월 만에 중위로 특진, 1950년 육군 대위가 되어 정훈국에 보직, 국방신문의 편집을 맡았다. 그해 6월 6·25 전쟁이 터지자 육군본부 정훈국 평양분실에 보직되었다. 51년 특수부대원 선발에 자원, 전방군단 유격대장으로 참전했다. 6.25 전쟁이 끝난 뒤 줄곧 정훈장교로 활동하다가 1953년 중령으로 진급하였다. 1955년에는 임기제 대령으로 진급, 육군본부 교육총감부 정훈참모를 거쳐 육군본부 정훈감실 정훈차감에 이르렀고, 1959년 육군 대령으로 예편하였다. 군에서 제대하기 전 문학에도 관심을 보여 1955년 잡지인 《신세계 (新世界)》지에 「귀신」을 발표하여 작가로 등단하고, 1957년 《문학예술 (文學藝術)》지에 「불꽃」이 신인특집에 당선, 작가로 이목을 끌기도 했다. 그해 그는 제2회 동인문학상을 수상하였다.
첫 소설인  「불꽃」에서 그는 일제강점기부터 광복과 6·25를 거쳐 50년대 후반까지의 30년간을 고현이라는 한 청년 지식인의 삶을 통하여 조망하고 있다. 여기에서 그는 일본 군국주의 파시즘과 좌익 사회주의 사상을 모두 비이성적이고 비인간적인 이념이며, 이런 이념들이 광기(狂氣)의 역사를 만들어낸 가장 큰 원인이라고 파악하였다. 그의 작품은 군부대의 정훈 작품과 각급 학교에 교양 서적으로 배포되기도 했다.  「불꽃」은 1975년 6월 KBS1 텔레비전 드라마로도 방영되었다.
육군본부는 "군인이라면 무식한 줄 아는 일반인의 통념을 깨고 군의 위상을 높였다"며 그에게 표창장을 주었다. 육군 대령으로 예편 후, 1958년 서울로 상경, 서울신문사 논설위원이 되었다. 그해 《한국일보》에 입사하여 논설위원이 되었다.
선우휘는 이승만 정권이 공산주의를 배격하고 민주주의 체제를 수립한 점을 높이 평가했지만 이범석, 이기붕 등 자유당원들의 부정과 전횡에는 상당히 부정적인 태도를 나타냈다.

### 언론 활동

#### 언론활동 초기와 5.16 군사 정변
《한국일보》에 입사하여 다시 언론에 복귀하고, 1959년 다시 《한국일보》 논설위원이 되었다. 1960년 6월 김팔봉, 김광주 등과 함께 한국소설가협회(韓國小說家協會)의 창립 멤버로 참여하였다. 1961년 4월에는 경향신문의 어린이 작품 심사위원으로 위촉되었다. 또한 각종 안보 강연과 반공 대회의 강사, 연사로도 초빙되었다.
1961년 5월 15일 조선일보 논설위원으로 재입사한다. 이후 1986년 조선일보를 정년 퇴사하기까지 『조선일보』 논설위원, 편집국장, 주필, 논설고문, 주필 등으로 꾸준히 활동하였다. 그해 5월 16일 그는 출근길에 쿠데타 소식을 듣고 육본으로 가서 “어떤 정신 나간 놈들이 쿠데타를 일으켰나”라고 일갈했고, 그 일로 체포령이 떨어져 보름쯤 숨어 지내다 신문사에 복귀해 1년간 무기명으로만 글을 쓸 수 있었다. 이때 그는 술에 취한 상태에서 육군 본부로 뛰어들어갔지만 박정희의 배려로 체포는 모면하였다.
그는 역사적 격동기에 참여와 방관 사이에서 갈등하는 인간형, 지식인의 고뇌와 책임을 묘사한 행동주의 문학가로 꼽힌다. 한편 그는 언론인과 작가 생활을 병행하면서 「오리와 계급장」(1958년), 「깃발없는 기수」(1959년), 「십자가 없는 골고다」(1965년) 외에도 수많은 단편, 중편, 장편 등 다양한 장르의 소설을 발표하였다.

#### 언론, 문학 활동
1961년 조선일보 논설위원으로 입사했다. 1962년 《조선일보》 논설위원, 편집부장을 거쳐 1964년 조선일보 편집국장이 되었다. 1963년 발행인이 된 방우영 상무가 편집국장 직을 제의했을 때 “방 상무가 정도를 벗어나면 언제든지 그만두겠다”고 조건을 달았다. 1964년 8월 공화당이 언론 통제를 노린 언론윤리위원회법을 국회 통과시킨 후 각 언론사에 윤리위 소집에 대한 입장표명을 요구했을 때 “신문사는 문을 열고 죽는 수가 있고, 문을 닫고 사는 수가 있다”며 방일영 당시 대표에게 호소해 반대 의사를 밝히도록 했다.
1964년 조선일보 편집국장이 되었다. 그해 4월 한국신문편집인협회 운영위원회 위원으로 선출되었다.
1964년 11월 언론위원회법을 둘러싸고 빚어진 언론파동이 일어나자, 정부의 언론법 제정에 반발했다가 반공법 및 임시특례법 위반혐의로 체포되었다가 한달 만에 풀려났다. 그는 당시 현직 언론사 편집국장으로는 처음으로 구속되었다 한다. 12월 중순 불기소로 풀려났다. 전후 등단했던 작가들이 대부분 단명한 것과는 달리 꾸준히 작품활동을 전개했다. 그해 말 베트남 전쟁의 종군 기자로 참전한 뒤 1965년 1월에 귀국하였다.
다시 1965년 조선일보 논설위원을 거쳐 그해 8월에는 김수영(金洙暎), 이어령 등과 함께 동인계간지 한국문학지 발간에 참여했다. 그해 4월 일본으로 유학, 일본 도쿄 대학 행정대학원 행정정책과정에 입교했으며, 그해 12월에는 강재구 소령의 일대기인 '소령 강재구'를 집필하였다. 1966년 일본 도쿄 대학교 행정대학원 행정정책과정을 수료하고 귀국하였고, 1967년 다시 조선일보 편집국장을 역임하였다. 1967년 9월 한일신문세미나 협회에 한국측 대표의 한사람으로 참석하였다. 1968년 4월 한국신문편집인협회 자문위원, 1969년 2월 편협 운영위원이 되었다.
그는 박정희 정권을 군사 독재라고 비난했다가 소환조사를 받기도 했다. 그러나 선우휘는 자신의 고집을 절대 굽히지 않았다. 그러나 학생운동계열의 선우휘에 대한 평가는 박했는데, 학생운동에 상당히 부정적이었으며 그는 학생운동이 공산주의와 북한을 대안으로 생각하고 있다는 점에서 학생운동에 비판, 비관적이었다. 또한 학생운동가들의 운동이 야당 정치인들의 집권 수단, 도구로 이용된다는 점과 운동권 내의 폭력성과 조직성, 전체주의적 성향에도 심한 반감과 불쾌감을 드러냈다. 1970년 미국 국무성의 초청으로 미국을 시찰하였다. 그해 조선일보 기획심의실장을 거쳐 71년 조선일보사의 이사가 되어 1986년까지 조선일보사의 이사로 경영에 참여했다. 같은 해 동신문 주필이 되었고, IPI 회원으로도 위촉되었다.

#### 김대중 납치 사건
1973년 8월 8일 일본에 체류 중이던 김대중 당시 야당 지도자가 실종됐고, 그로부터 닷새 뒤 서울 동교동 자택에 모습을 나타내 세인들을 놀라게 한 '김대중 납치음모 사건'이 발생했다.
9월 7일자 조선일보는 중앙정보부의 압력에도 불구하고 김대중 납치사건을 대서특필로 보도했다. 9월 7일 새벽, 편집국에 선우휘 주필이 나타났다.
"주필로서의 판단에 따라 책임지고 행동하겠다. 어떤 위협에도 누구의 간섭에도 굽히지 않겠다."
비장한 어조로 야근자들에 거사(擧事) 계획을 알린 주필은 윤전기를 세우고 자신이 써내려간 사설을 끼워 놓을 것을 지시했다. 사설의 제목은'당국에 바라는 우리의 충정― 결단은 빠르면 빠를수록 좋다'라는 제목이었다.
“요즘 우리의 심정은 알고 싶은 것이 있는데 알 수가 없고 말하고 싶은데 말할 수가 없는 상태에서 몹시 우울하고 답답하다. …그것은 한마디로 김대중 사건이라고 하겠는데… 그러나 무엇보다 더 유의해야 할 것은 설혹 우방과 얽힌 문제가 결정적인 불행을 초래하지 않는다손 치더라고 이번 사건이 불투명하게 처리되어서는 안 될 것이라는 점이다….”
9월 7일 당일 중앙정보부가 총동원돼 회수작업을 벌였지만, 대부분 시내판이 독자들 손에 쥐어진 뒤였다. 주필은 사직서와 사과의 글을 방우영 당시 조선일보 사장 책상 위에 올려 놓은 채 안양 지국장 집으로 피신했다.

#### 감사원장 낙점과 거부
1968년 11월의 문학인 대회에서 사회를 주관하면서 박정희 대통령을 만났다. 그러나 그는 꼿꼿한 자세로 박대통령을 대했다. 1973년 9월 17일 중정(中情)과 신문사의 열흘 간 실랑이 끝에 사태는 마무리됐다. 박 대통령은 호된 경험을 안긴 선우 주필을 오히려 높이 사게 됐고, 중용 의사를 밝히게 된 것이다. 박정희는 그에게 감사원장 직을 제의했다.
"정치가 안정되면 (대통령 직을) 물러날 겁니다. 들어와서 좀 도와 주십시오. (박정희)"
"들에 핀 꽃이 아름답다 해서 집안에 옮겨 심으면 아름다울 리 있겠습니까? (선우휘)"
박정희 대통령이 그에게 감사원장 직을 권하자, 선우휘 조선일보 주필은 일본의 시(詩)를 인용하며 사양했다고 한다. 이후에도 박정희는 국회의원과 내각 장관직을 제의하였으나 그는 신병과 능력 부족을 이유로 모두 사양하였다.

#### 유신 시절
1971년 조선일보 이사가 되고 86년까지 조선일보 이사로 재직했다. 1971년부터 80년까지 주필을 겸하였고, 1971년 IPI(국제신문편집인협회) 회원이 되었다. 1975년 국토통일원 고문으로 위촉되었다.
한림대 교수를 지낸 지명관은 1970~80년대 일본에 머물 당시 잡지 《세카이(世界)》에 「한국으로부터의 통신」이란 칼럼을 통해 한국의 인권탄압·민주화운동 소식을 ‘T.K생’이란 필명으로 연재했다. 선우 주필은 1980년대 초 안기부에 불려가 “T.K생이 누구냐”고 추궁을 받았지만, 끝까지 고향 후배를 보호했다. 지명관 교수는 “선우 주필이 일본 잡지에 나를 필자로 소개해 주었다”고 훗날 털어 놓았다. 한편 그를 영입하려는 신민당의 영입 제의는 모두 거절하였다.
현직 신문 논설위원, 주필로 구속되거나 여러 번 중앙정보부, 검찰 등에 소환되기도 하였다. 그는 이미 학생운동계열이 민족해방, 민중해방 계열로 나뉘리라고 예상했다. 그러나 두 진영 모두에 비관적이었다. 민족해방 계열은 6.25 전쟁의 원흉이며 김일성 독재정권인 북한을 대안으로 생각했다는 점에서 그르다고 생각했고, 민중민주 계열은 지나친 계급투쟁론에 몰입되어 있어서 사회적 융화가 어려운 대상으로 봤다. 1979년 제2회 고재욱 아세아언론상을 수상하였다.
1970년대 중반에는 잡지 자유를 편집하며 사서 환단고기 연구가인 이유립, 박창암 등을 만나 이들을 직접 취재, 인터뷰하였다. 이후 이유립, 박창암 등과 만나 한국사에 대한 대담과 토론을 하였다.
1978년 10월 22일자 조선일보에는 ‘잘못된 국사 원상대로 찾아야 한다’는 제목으로 조선일보 주필인 선우휘씨와 이유립씨가 대담하는 기사가 실렸다. 1979년 2월 동인문학상 심사위원에 위촉되었다.

### 생애 후반

#### 제5공화국 시절
1979년 10월 박정희 대통령이 암살되자 그는 혼란을 틈타 북한의 도발을 우려하였다. 신민당에서 지지를 요청했지만 그는 이 요청을 거절한다. 그 뒤 최규하 정부와 5공에서도 계속 국토통일원 고문직을 유지했다.
1980년 1월 30일 일본 산케이신문과의 회견에서 12.12 사태로 정권을 장악한 신군부를 지지하면서 언론통제를 정당화하는데 참여하는 등, 신군부의 집권을 위해 자발적으로 애쓴 언론인이라는 의혹이 있다. 그 뒤 전두환 정권에서 특별히 국정자문회의 위원직을 그에게 제의하였으나 그는 병을 이유로 사양하였다. 1980년부터 6년간 조선일보 논설고문으로 있었고, 1983년 2월 한국 예술원 소설부문 회원을 거쳐 1985년 3월 30일 한국방송심의위원회 위원장이 되었다. 학생운동계 중에서는 한국을 미제국주의의 식민지로 규정하고 미군철수를 주장하는 부류가 나타나자 그는 윤치영, 박용만 등과 함께 대한민국 정부 수립의 정당성과 해방 당시 남로당 빨치산 등의 학살을 언급하며 학생 운동권들과 논쟁을 벌였다.
소설 「불꽃」을 비롯한 40여 편의 작품을 남겼다. 동생(선우연)은 서울신문 기자와 정치부 차장 등을 지냈고, 아들(선우정) 역시 조선일보 기자로 근무하였다. 작품을 통해 휴머니즘적인 행동주의를 바탕으로 한 인간이 현실악에 대한 대결의지와, 지식인의 고민과 책임 등을 묘사했으나, 이와 같은 작가로서의 행동적 참여의식은 65년을 전후로 하여, 점차 기성체제에 대한 보수주의적 입장으로 변모하기 시작했다. 1983년 대한민국 예술원 회원에 선임되었다.

#### 사망
1980년 이후 반미주의적인 가치관이 확산되면서 학생운동권 사이에서 민족해방론이 대두되었다. 그에 의하면 대한민국 정부는 남북협상을 통해 태어날 정부를 좌절시키고 미국이 수립한 꼭두각시라는 주장이었다. 또한 6.25 전쟁을 미국이 고의로 남침을 유도했다는 주장도 제기되었다. 선우휘는 대한민국 정부 수립은 필수불가결한 일이었고, 6.25 전쟁은 북한의 침략임이라며 반론을 제기했다. 그는 강력한 반공주의와 자유주의 이데올로기를 유지하였고 이로 인하여 늘 찬반의 격렬한 논쟁과 극단적인 찬사와 극단적인 비판이 공존하는 요인이 되었다.
평소 지병인 고혈압 등을 앓았으나 만년에도 끊임없는 칼럼, 기고 활동과 논설, 강연 활동 등에 나섰다. 1986년 2월 28일 조선일보사를 정년퇴임하고, 그해 6월 자신의 소설을 드라마로 만드는 제작 과정에 참여하여 부산직할시 초량동으로 내려갔다. 6월 12일 한국방송공사(KBS) 6·25특집극 〈살아있는 전장수첩〉 녹화촬영 중 그날 오전 9시경 과로와 고혈압에 의한 뇌일혈로 부산광역시 동구 초량동의 한 숙소에서 사망하였다. 그의 나이 향년 64세였다.

### 사후
바로 서울대학교 대학병원 영안실에 안치되었으며 86년 6월 전두환 대통령은 영결식장에 이원홍 문교부장관과 각료들을 보내고, 다시 허문도 정무제1수석비서관과 청와대 비서관들을 특별히 파견하여 조문하였다. 경기도 용인군의 용인공원묘원에 안장되었다가 천안의 평안 공원묘지로 이장되었다.
1986년 6월 13일 국민훈장 무궁화장이 추서되었다. 1987년 조선일보사에서 『선우휘 문학전집』 5권을 펴냈다.

## 연보
- 1943년 9월 경성사범학교 본과 졸업
- 1946년 조선일보 사회부 기자
- 1947년 인천중학교 교사
- 1948년 육군 정훈장교로 입대
- 1950년 6.25 전쟁에 참전
- 1958년 육군 대령 예편
- 1958년 서울신문 논설위원
- 1959년 한국일보 논설위원
- 1961년 조선일보 입사
- 1966년 일본 도쿄 대학교 행정대학원 행정정책과정 수료
- 1970년 조선일보 기획심의실장
- 1971년 IPI 회원에 위촉되었다
- 1975년 국토통일원 고문
- 조선일보 논설위원, 편집국장, 주필
- 1980년 조선일보 논설고문

## 학력
- 1943년 경성사범학교 졸업
- 1949년 육군보병학교 1기 졸업
- 1951년 육군기갑학교 1기 졸업
- 1954년 육군정훈학교 1기 졸업
- 1956년 국방대학교 행정학사 1기

### 비학위 수료
- 1965년 일본 도쿄 대학교 행정대학원 행정정책과정 수료

## 일화
6·25 전쟁 당시 정훈장교로 참전했던 그는 지휘관이 부당한 명령을 내리자, 소주를 마시고 취한 척 가장해 쓰러졌다. 화가 난 지휘관이 욕설과 구타를 가했으나 그는 반응하지 않았고, 지휘관이 나가버린 뒤 일어났다고 한다.

## 저서 및 작품
- 『아버지의 눈물』(1986)
- 『선우휘 문학전집』(전5권) (1987)
- 『강재구 소령 전기』

### 단편 소설
- 「귀신」(『신세계(新世界)』, 1955)
- 「화재」
- 「망향」
- 「싸릿골 신화」
- 「불꽃」(『문학예술(文學藝術)』, 1957)(제2회 동인문학상 수상작)
- 「단독강화」
- 「오리와 계급장」(1958)
- 「거울」
- 「13세 소년」

### 중편 소설
- 「깃발 없는 기수(旗手)」(1959)
- 「십자가 없는 골고다」(1965)
- 「추적의 피날레」

### 장편 소설
- 「아아 산하여」
- 「성채(城砦)」
- 「사도행전」
- 「노다지」(1986)

### 평론집
- 《현실과 지식인》 등

## 상훈
- 동인문학상
- 육군참모총장 표창
- 제1회 고재욱상(高在旭賞)
- 평북 문화상(문학부문)을
- 국민훈장 무궁화장

## 사상과 신념

### 반공주의 신념
그는 공산주의와 사회주의가 인간의 개성을 억압하는 비인간적인 사상이라고 생각했다. 평등이라는 이름으로 개인의 사유재산 소유에서부터 인간의 자유로운 행동과 사고를 억압한다는 것이다. 소련 군정 치하의 북한에서 월남한 그는 이러한 신념을 더욱 확신하였다.
소련군 진주에 환멸을 느껴 월남했고,고향 어른 계초 방응모를 찾아가 조선일보에 입사했다. 그는 “사회주의나 공산주의에 환상을 가져선 안 된다는 것을 알리기 위해 신문기자가 됐다”고 밝힌 바 있다. 좌익이 세를 넓혀가는 남한 사회에 실망하면서도, ‘북한 실정을 체험하지 않았더라면 나도 좌익이 되었겠구나’ 생각하며 평생 반공을 견지했다고 한다. 그는 이를 근거로 학생운동권과 논쟁을 여러 차례 벌였다.

### 좋은 글에 대한 생각
선우 주필은 쉬운 글이 좋은 글이며, 기자의 생명은 문장에 있다는 신념을 지녔다. ‘문장은 쓰는 사람 고유의 것’이라고 믿어 남의 글에 거의 손을 대지 않았다고도 한다. 일부러 어려운 문체를 쓰면서 자신의 유식함을 자랑하는 지식인들을 경멸하였다.

### 편집 자율권 보장
진보적인 논설위원들은, 투철한 반공론자이면서도 “내가 뭘 아나? 그건 당신이 전문가 아니야”라며 자율권을 보장해 준 선우 주필이 있었기에 자기 목소리를 내고 지면을 풍성하게 만들 수 있었다. 사회주의 사상에 호감과 흥미를 느끼는 언론인들을 내심 못마땅해 하고 불쾌해 하면서도, 언론은 가치중립성을 유지해야 된다고 판단하여 사회주의적인 언론인들에게도 발언권을 주었다. 그러나 친북(親北) 사상은 반역으로 간주하여 허용하지 않았다.
선우 주필은 함석헌·안병욱·지명관 등 월남한 이북 출신 인사들을 지면에 등장시키는 역할도 했다.

## 가족 관계
- 아버지 선우억
  - 동생 선우연(鮮于煉, 1929년 ~ 1997년, 언론인)
  - 첫째딸 선우숙희(鮮于淑姬)
  - 둘째딸 선우숙영(鮮于淑英)
  - 셋째딸 선우숙임(鮮于淑姙)
  - 아들 선우정(鮮于鉦), 언론인
  - 첫째사위 이세화(李世和)
  - 둘째사위 이민환 - 부산대 음악학과 교수
- 친족 선우기성

## 기타
술과 노래를 좋아하였다. 주력(酒力)도 대단했다고 한다. “한달에 한번쯤은 통음해야 머릿속 찌꺼기를 씻어내고 새출발을 할 수 있다”는 데 언행이 일치했다고 전해지기도 한다. 술에 취하고도 자세를 흐트러트리지 않았다.
서북청년단의 단주였던 선우기성과는 동향 출신의 먼 일족이었다. 계훈제, 문봉제 등과 가깝게 지냈다.
연기자 선우재덕의 아버지와는 사촌으로 알려져 있다.

## 같이 보기
- 전원책

## 참고 자료
- 조선일보사 사료연구실 저 (2004년 12월 22일). 《조선일보 사람들 광복이후 편》. 서울: 랜덤하우스코리아. ISBN 978-89-5757-923-7.

## 참고 서적
- 조선일보, 《조선일보 사람들》 (랜덤하우스중앙, 2005)
- 이익성, 《근대사의 역동성과 문학적 변용 선우휘》 (건국대학교출판부, 2004)
- 강준만, 한국현대사산책:1980년대편 1,2 (인물과 사상사, 2006)
- 김진기,《선우휘 - 개인주의와 휴머니즘》 (보고사, 1999)
- 김상선, 《신세대작가론》 (일신사, 1982)
- 선우휘, 《아버지의 눈물》 (동서문화사, 1986)
- 선우휘, 소령 강재구 (흑조사, 1965)
- 김윤식,《선우휘, 최상규》 (동아출판사, 1995)
- 한국문학연구회, 1950년대 남북한문학연구(평민사, 1991)
- 신경득, 한국전후소설연구(일지사, 1983)
- 선우휘, ‘불꽃’연구, 이동하 《문예중앙 1986년 봄호》